# 파벨 수호프
파벨 블라디슬라보비치 수호프(러시아어: Па́вел Владисла́вович Су́хов, 러시아어 발음: [ˈpavʲɪl vɫədʲɪsˈɫavəvʲɪtɕ ˈsuxəf], 1986년 5월 7일~)는 러시아의 펜싱 선수로 주 종목은 에페이다.

## 경력
쿠이비셰프에서 태어난 수호프는 2012년 6월 20일, 레냐노에서 벌어진 2012년 유럽 선수권 대회의 남자 에페 개인전에서 우승을 거두었다. 그는 결승전에서 세계랭킹 1위인 에스토니아의 니콜라이 노보숄로브를 꺾었다. 같은 해 8월 1일, 그는 2012년 하계 올림픽의 남자 에페 개인전에 출전하였다. 그러나, 그는 대한민국의 정진선에게 11-15로 패하며 한판만에 탈락하였다.